# Antikrisztus

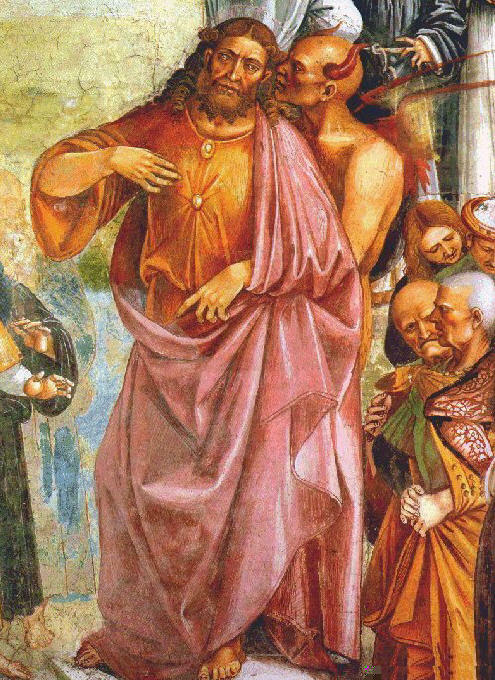
Az Antikrisztus és az ördög - részlet Luca Signorelli Az Antikrisztus prédikációja című festményéből (1501)

Az antikrisztus a görög ἀντίχριστος antikhrisztosz fordítatlan átvétele, keresztény fogalom. Az „ellen”, a „valamivel szemben”, jelentésű anti (ἀντί), és a „Felkent” (Messiás) jelentésű Krisztus (Χρίστος) összetétele. Jelentése körülbelül „Krisztus ellenfele, ellentettje".
Az Antikrisztus elnevezés a Szentírásban kétféle értelemben fordul elő: először egy személyt jelent, ki a világ vége előtt (értvén a világ vége alatt az emberi nem jelen állapotának végét) meg fog jelenni s fel fog támadni minden ellen, ami Krisztus dicsőítésére és a krisztusi tanok érvényesülésére vonatkozik; másodszor általánosítva jelent mindent és mindenkit, aki hitében és tanításában ellenkezik Krisztus tanításával.

## Az Újszövetségben
Maga a kifejezés csak János első és második levelében olvasható, de mint az Isten-ellenes hatalom képviselője már az evangéliumokban és Pál apostol leveleiben is megjelenik.

### Az evangéliumokban
A fogalom az evangéliumból eredeztethető. Az evangéliumokban a Sátán tevékenységét kifejezetten Krisztus ellen irányulónak tekintik. A kísértés Krisztus és az Antikrisztus harca. A konkoly és a búza példázatában (Mt 13,37-39), míg aki a jó magot elvetette, az az Emberfia, aki a konkolyt vetette, az az Ördög, az Antikrisztus.
Jézus sértésnek érezte, hogy csodáit sátáni segítségnek tulajdonítsák. Ján. 14:30-ban utalás van a „világ fejedelmére”, akinek „semmije nincs” Krisztusban.
Jézus a kis apokalipszisnek nevezett beszédében (Máté 24., Márk 13., Lukács 21. fejezet) "hamis Krisztusokról és hamis prófétákról" beszél:
```
"Mert hamis Krisztusok és hamis próféták támadnak, és jeleket és csodákat tesznek, hogy elhitessék, ha lehet, még a választottakat is."
```

### Pál leveleiben
Pálnál "törvénytaposóként" jelenik meg az Antikrisztus alakja:
```
"Működik ugyan már a törvényszegés titkos bűne: csakhogy annak, aki azt még most visszatartja, félre kell az útból tolatnia. És akkor fog megjelenni a törvénytaposó, akit megemészt az Úr az ő szájának lehelletével, és megsemmisít az ő megjelenésének feltűnésével; Akinek eljövetele a Sátán ereje által van, a hazugságnak minden hatalmával, jeleivel és csodáival, És a gonoszságnak minden csalárdságával azok között, akik elvesznek..." (2 Thessz. 2,7-10)
```

### János leveleiben
Az Antikrisztus szót második jelentésében, mint Krisztus minden ellenségét, használja János apostol:
```
"Minden olyan lélek viszont, amely nem vallja Jézust, nem Istentől való. Ez az antikrisztus szelleme, akiről hallottátok, hogy eljön, sőt már a világban is van." (1. Ján 4,3)
```

```
"Gyermekeim, itt az utolsó óra; és amint hallottátok, hogy az antikrisztus eljő, így most sok 
antikrisztus
 támadt; ahonnan tudjuk, hogy itt az utolsó óra." (1 János 2,18)
```

```
"Mert sok hitető jött e világra, akik nem vallják a Jézust testben megjelent Krisztusnak. Ez a hitető és az antikrisztus." (2 János 1,7)
```

### A jelenések könyvében

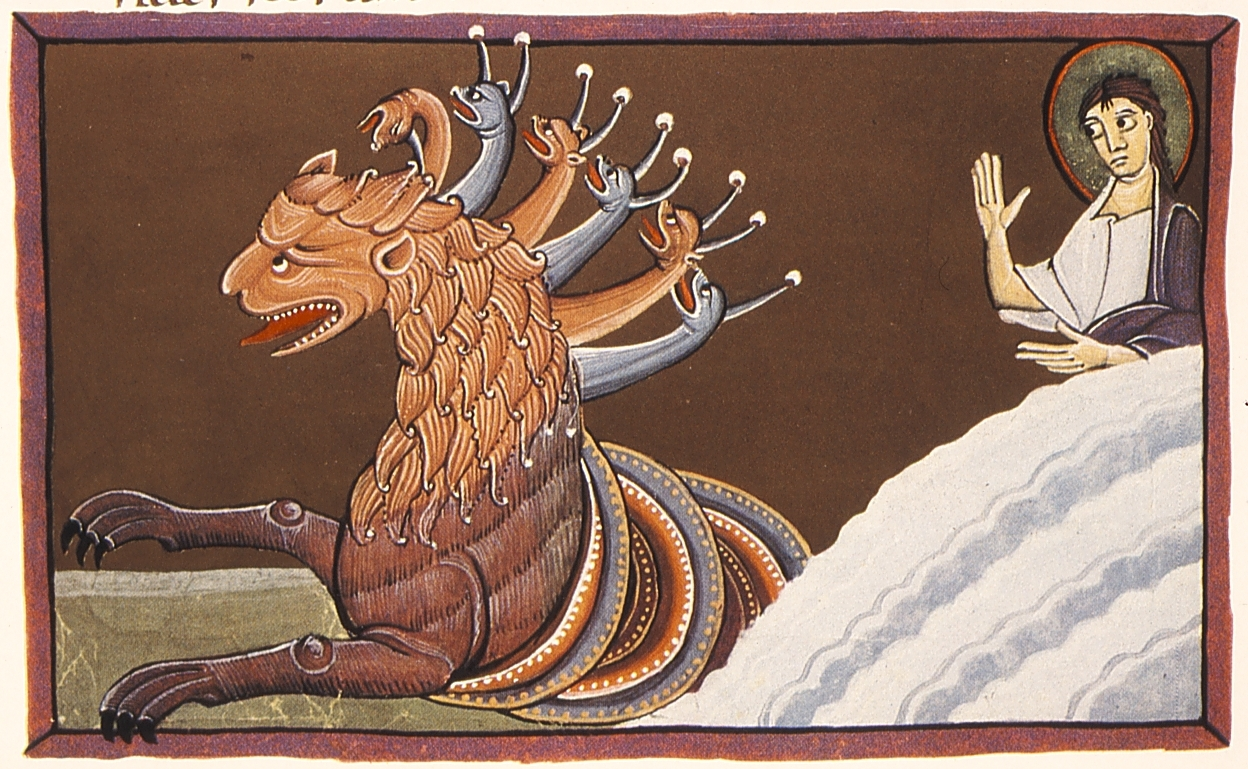
BambergApocalypseFolio032vBeastFromSeaWith7Heads

A Jelenések könyvében is felismerhető, bár jóval differenciáltabban. A Biblia utolsó kanonikus könyve jelképrendszerében több Krisztus-ellenes lény is feltűnik. A "fenevad", a "Nagy Babilon" és a "hamis próféta" egyaránt üldözi a "szenteket". Így sok teológus szerint az Antikrisztus nem egyetlen személy, hanem egy szellemiség.
A Jelenések szerzője konkrétumot is közöl az Antikrisztusról:
```
"Itt van a bölcseség. Akinek értelme van, számlálja meg a fenevad számát; mert emberi szám: és annak száma hatszázhatvanhat." (Jelenések 13,18)
```

## Történelem
A korai egyházatyák közül az egyetlen, aki ezt a kifejezést használta, Polikárp, aki figyelmeztette a filippieket, hogy mindenki, aki hamis tant hirdet, Antikrisztus.
Az egyházban az Antikrisztus Néróval vagy pedig a Római Birodalommal való azonosítása nagyon korán megjelent.
A történelem folyamán sok konkrét személyt azonosítottak az Antikrisztussal. A keresztény ókorban Ariust, az arianizmus alapítóját, később Julianus császárt, majd Mohamed prófétát, az iszlám alapítóját is Antikrisztusnak nevezték.
I. Gergely pápa az Antikrisztus-képet szabályszerű antikrisztológiává fejlesztette tovább, majd a 10. századi Adso, Montier-en-Der apátja a meglévő hagyományok alapján megírta az Antikrisztus életét. Széles körben elterjedt "De ortu et tempore Antichristi" műve összegyűjtötte az Antikrisztus-legenda alapvető vonásait: az Antikrisztus Babilonban születik a Római Birodalom összeomlásakor, Dán törzséből, 30 évesen megmutatja Jeruzsálemben szemfényvesztő csodáit és eztán ál-messiásként tisztelik őt.
Petrus Joannis Olivi 1228-ban megjelent művében a pápát és II. Frigyes császárt, Ubertino de Casale 1305-ben megjelent könyvében pedig VIII. Bonifác és XI. Benedek pápát tartotta az Antikrisztus megtestesítőjének.
A katharok, Wycliffe, Husz János és a husziták szintén a pápát tartották Antikrisztusnak.
A kezdeti bizonytalanság után Luther Márton arra a meggyőződésre jutott, hogy a pápaságban, – (nem csak egy bizonyos pápa személyében,) – már hosszú idő óta az Antikrisztus működött. A protestáns reformátorok és előreformátorok, köztük Wycliffe, Luther, Kálvin, Thomas Cranmer, John Knox, Roger Williams, Cotton Mather és John Wesley, valamint a 16-18. századi protestánsok többsége úgy érezte, hogy az egyházat a pápaság vezette be a nagy hitehagyásba, és azonosították a mindenkori pápát az Antikrisztussal. 
Előszeretettel ragadták ki Pál megfogalmazását, mely szerint az Antikrisztus Isten templomában foglal helyet.
Az ellenreformációban, a 16. századtól kezdődően az Újszövetség preterista és a futurista értelmezéseit a katolikus jezsuiták fejlesztették ki, válaszul arra, hogy a pápaságot a protestánsok az Antikrisztussal azonosították.
Oroszországban az óhitűek (raszkolnyikok) Nyikon moszkvai pátriárkát, majd I. Péter orosz cárt nevezték Antikrisztusnak.
A felvilágosult protestáns teológia teljesen elveti az Antikrisztus személyként való megjelenéséről szóló tanokat (a Rómában működő Antikrisztus képét is). A pietisták viszont az értelem (materialista) felmagasztalásában és a francia forradalomban vélték felfedezni az Antikrisztus képét.
A porosz ébredési mozgalom teológusai az Antikrisztust az újkori racionalizmus eszméiben látták megnyilvánulni. A 19. században az Antikrisztus képe főleg egyes kisegyházak és mozgalmak nézeteiben és világvége várásában jelent meg.
A fogalom sajátos eszkatologikus tartalma többnyire fokozatosan eltűnt, s maga a fogalom mindaz metaforájává halványult, ami az igaz kereszténységgel szembehelyezkedik.

## Antikrisztusnak tartott személyek, intézmények
- Legelső azonosítása - római katolikus és más preterista értelmezők szerint - Néró, római császár, aki az 1. században uralkodott, ő tekinthető az első nagy keresztényüldözőnek. Ha nevét és címét (Néró császár), héber betűkkel írják le (NRVN QSR), s a betűk számértékét összeadják, akkor kiszámolható a 666-os szám. A Jelenésekben így olvasható: "Akinek értelme van, számlálja meg a fenevad számát; mert emberi szám: és annak száma hatszázhatvanhat." (Jel. 13,18) Néróval való azonosítást támogatja, hogy a fenevad görögül therion, amelyet ha héber betűkkel helyettesítenek (trivn = 400 + 200 + 10 + 6 + 50) ugyancsak 666-ot kapunk.[12]

De a Jelenések könyve nagy valószínűséggel Nérónál később keletkezett.
- Katolikusok szerint elképzelhető, hogy a Jelenések szerzője Domitianus római császárra gondolt. Ő is az 1. században uralkodott, s magát úrnak és istennek szólíttatta. Ellenszenvvel viseltetett a keresztények irányába. Igazi diktátor volt. Az ő nevét a következőképpen olvassák ki a 666-ból: Autokrator Kaisar Dometianos Sebastos Germanikos (= 1 + 31 + 419 + 207 + 8). Neve ui. számos feliratban így található, de csak az aláhúzott kezdőbetűk számértékét kell összeadni, és görögül kell leírni.[12][13]
- Arius, az arianizmus megalapítója,
- Mohamed próféta,
- a pápaságot gyakran tekintették Antikrisztusnak, de nem nevük, hanem eretneküldöző, intoleráns és inkvizíciós tevékenységük okán, és azért, mert magukat a keresztény egyház kizárólagos, tévedhetetlen fejének tekintették, és képmutató, erkölcstelen életet élve, Jézus tanításával szemben uralkodásra és vallási-világi hatalomra törtek.

Sok kisegyház szerint a pápaság tanításai sem egyeztethetőek össze a Bibliával. Elterjedt tévhit szerint a pápa tiaráján található egy felirat, amelyből kiszámolható a 666. A VICARIVS FILII DEI (Isten fiának helytartója) szöveg azonban egyetlen tiarán sem olvasható.
- Nyikon moszkvai pátriárka,
- I. Péter orosz cár,
- I. Napóleon francia császár,
- Adolf Hitler.
- A mormonok szerint az „Antikrisztus” jelenthet bárkit vagy bármit, aki/ami hamisítja az igaz evangéliumot vagy a megváltás tervét, és amely nyíltan vagy titokban Krisztussal szemben áll. A nagy Antikrisztus a Lucifer, de sok segítője van szellemlényként és halandóként egyaránt.[14]
- A Jehova Tanúi hasonlóan vélekednek a mormonokhoz: az Antikrisztusnak lehet bárki vagy bármi; személy, csoport vagy szervezet, aki/ami Krisztus vagy az evangélium ellen fordul, illetve csalárdan azt állítja, hogy Krisztust képviseli.[15]